# Birori
Birori é uma comuna italiana da região da Sardenha, província de Nuoro, com cerca de 592 habitantes. Estende-se por uma área de 17 km², tendo uma densidade populacional de 35 hab/km². Faz fronteira com Borore, Bortigali, Dualchi, Macomer.

## Demografia
| Variação demográfica do município entre 1861 e 2011                               |
|                                                                                   |
| Fonte: Istituto Nazionale di Statistica (ISTAT) - Elaboração gráfica da Wikipedia |